# سیاه‌منصور (دزفول)
سیاه‌منصور شهری از توابع بخش مرکزی شهرستان دزفول در استان خوزستان در جنوب غربی ایران است.مردم آن عمدتا  بختیاری می باشند.

## جمعیت
بر پایه سرشماری عمومی نفوس و مسکن در سال ۱۳۹۵ جمعیت این شهر ۵٬۴۰۶ نفر (در ۱٬۴۱۵ خانوار) بوده‌است.